# Conopophila whitei
El mielero de White (Conopophila whitei) es una especie de ave paseriforme de la familia Meliphagidae endémica de Australia. 

## Descripción
Los adultos miden entre 10 y 13 cm de largo, los machos pesan entre 7 y 10,3,9 g y las hembras entre 9,4 y 11 gramos. El plumaje es generalmente marrón grisáceo en las partes superiores  con las partes inferiores más pálidas y se tornan más doradas hasta la muda. Las plumas de la cola y de vuelo son de color marrón negruzco, con una marca ligeramente más oscura que se extiende a través del ojo hasta el pico. El pico es relativamente corto para un mielero, ligeramente curvado hacia abajo y gris, volviéndose negro hacia la punta. Tiene un anillo de plumas pálido e indistinto, color ante, alrededor del ojo.

## Distribución
Se distribuye a lo largo del medio oeste hasta el centro del continente australiano, superponiendo las fronteras estatales de Australia Occidental, Australia Meridional y el Territorio del Norte.